# 1761 en philosophie
Chronologie de la philosophie
- 1757
- 1758
- 1759
- 1760
- 1761
- 1762
- 1763
- 1764
- 1765

L’année 1761 a été marquée, en philosophie, par les événements suivants :

## Publications
- Henry Home  : Introduction to the Art of Thinking.
- Joseph Priestley  : The Rudiments of English Grammar.
- Jean-Jacques Rousseau  : Julie ou la Nouvelle Héloïse.